# NGC 3074
NGC 3074 est une vaste galaxie spirale située dans la constellation du Petit Lion. NGC 3074 a été découverte par l'astronome germano-britannique William Herschel en 1786.

## Caractéristiques
La classe de luminosité de NGC 3074 est III et elle présente une large raie HI.

### Distance
Sa vitesse par rapport au fond diffus cosmologique est de 5 395 ± 18 km/s, ce qui correspond à une distance de Hubble de 79,6 ± 5,6 Mpc (∼260 millions d'al).
À ce jour, une mesure non basée sur le décalage vers le rouge (redshift) donne une distance d'environ 17,000 Mpc (∼55,4 millions d'al). Cette valeur est loin à l'extérieur et totalement incompatible avec les valeurs de la distance de Hubble, mais elle est tout de même utilisée pour calculer le diamètre de cette galaxie.

### Brillance de surface
En raison d'une brillance de surface égale à 14,41 mag/am2, on peut qualifier NGC 3074 de galaxie à faible brillance de surface (LSB en anglais pour low surface brightness). Les galaxies LSB sont des galaxies diffuses (D) avec une brillance de surface inférieure de moins d'une magnitude à celle du ciel nocturne ambiant.

## Supernova
Deux supernovas ont été découvertes dans NGC 3074 : SN 1965N et SN 2002cp.

### SN 1965N
Cette supernova a été découverte le 21 décembre 1965 par l'astronome polonais Konrad Rudnicki. Cette supernova était de type II.

### SN 2002cp
Cette supernova a été découverte le 28 avril 2002 par M. Ganeshalingam et W. D. Li de l'université de Californie à Berkeley dans le cadre du programme LOTOSS de l'observatoire Lick. Cette supernova était de type Ib/c.